# Tenthes citatus
Tenthes citatus är en tvåvingeart som beskrevs av Cresson 1930. Tenthes citatus ingår i släktet Tenthes och familjen skridflugor.
Artens utbredningsområde är Peru. Inga underarter finns listade i Catalogue of Life.